# 장미셸 포르탈
장미셸 포르탈(Jean-Michel Portal, 1970년 5월 29일 ~ )은 프랑스의 배우이다.